# Barbara Demick
Barbara Demick (...) è una giornalista e scrittrice statunitense, corrispondente da Pechino per il Los Angeles Times.

## Biografia
Cresciuta a Ridgewood, nel New Jersey, è stata corrispondente nell'Europa dell'Est per il Philadelphia Inquirer dal 1993 al 1997.
Reporter nell'ex-Jugoslavia durante la guerra civile, per i suoi articoli scritti a Sarajevo ha vinto il George Polk Award e il Robert F. Kennedy Journalism Award ricevendo inoltre una nomination per il premio Pulitzer.
Dal 2001 Barbara Demick lavora per il Los Angeles Times per il quale è stata la corrispondente dalla Corea fino al 2005.
Nel 2010 è uscito in Italia Per mano nel buio, libro che narra delle repressioni messe in atto nella Corea del Nord grazie al quale la scrittrice ha ottenuto il Samuel Johnson Prize.
Giornalista per il New Yorker, è stata anche visiting professor presso l'Università di Princeton nel 2006-2007.

## Opere principali
- Logavina Street: Life and Death in a Sarajevo Neighborhood (1996)
- Per mano nel buio (Nothing to Envy: Ordinary Lives in North Korea, 2009), Milano, Piemme, 2010 traduzione di Valentina Ricci ISBN 978-88-384-7128-5.

## Riconoscimenti
- George Polk Award: 1994
- Robert F. Kennedy Journalism Award: 1994
- Premio Pulitzer per il miglior giornalismo internazionale: 1995 finalista
- Samuel Johnson Prize: 2010 vincitrice con Per mano nel buio
- National Book Award per la saggistica: 2010 finalista con Per mano nel buio
- National Book Critics Circle Award: 2011 finalista nella sezione saggistica con Per mano nel buio